# Старый Баллыкуль
Ста́рый Баллыку́ль (тат. Иске Баллыкүл) — деревня в Алькеевском районе Республики Татарстан, в составе Салманского сельского поселения.

## История
В 1906 году рядом с деревней Балыкуль бывшего Спасского уезда Казанской губернии местным жителем Магомедом-Гали Мостюковым был найден клад из ювелирных украшений домонгольского периода (хранится в ГИМе. Инв. №44222). Среди находок — гривна вместе с десятью плетёными серебряными браслетами и девятью слитками серебра.
В «Списке населенных мест по сведениям 1859 года», изданном в 1866 году, населённый пункт упомянут как казённая деревня Балыкуль (Круг-озера) 2-го стана Спасского уезда Казанской губернии. Располагалась при озере Балыкуль, по правую сторону коммерческого Самарского тракта, в 31 версте от уездного города Спасска и в 8 верстах от становой квартиры в казённой деревне Базарные Матаки. В деревне в 82 дворах жили 522 человека (254 мужчины и 268 женщин). Была мечеть.

## Население
| 1782 | 1859 | 1908 | 1920 | 1926 | 1938 | 1949 | 1958 | 1970 | 1979 | 1989 | 2002 | 2010 | 2015 |
| ---- | ---- | ---- | ---- | ---- | ---- | ---- | ---- | ---- | ---- | ---- | ---- | ---- | ---- |
| 93   | 469  | 1018 | 1060 | 536  | 537  | 260  | 345  | 297  | 224  | 92   | 57   | 44   | 34   |

Национальный состав
Согласно результатам переписи 2002 года, в национальной структуре населения села татары составляли 100% из 57 человек.

## Инфраструктура
В селе 4 улицы.